# SECRET 7 LINE
SECRET 7 LINE（シークレット セブン ライン）は、日本のロックバンド。1998年結成。2007年6月までのバンド名はSPICY SOCKS（スパイシー・ソックス）。

## メンバー

### 現メンバー
- RYO（リョウ、1978年4月19日（46歳） - ）：Gt. / Vo.
オリジナルメンバー。本名、石野 竜平（いしの りょうへい）。愛媛県出身。大阪大学歯学部を卒業しており、歯科医師免許を所持している。バンド活動の傍ら、新宿医療専門学校・東京メディカルスポーツ専門学校等で非常勤講師を務めるほか、自身のYouTubeチャンネルで解剖生理学の講義も行っている。
- TAKESHI（タケシ、1980年1月18日（45歳） - ）：Dr. / Cho.
2008年5月加入。本名、中島 健（なかじま たけし）。神奈川県川崎市出身。バンド活動と並行して、港湾運送業務の仕事をしている。

### 元メンバー
- SHINJI（シンジ、1981年3月16日 - 2015年8月31日（34歳没））：Ba. / Vo.
オリジナルメンバー[1]。本名、阪井 信治（さかい しんじ）。大阪府出身。2015年8月31日、ツアー移動中の交通事故により死去。
- NARITA（ナリタ、1984年12月18日（40歳） - ）：Ba. / Vo.
2017年1月加入。本名、成田 迪矩（なりた みちのり）。千葉県柏市出身。趣味はスケートボードとバイク。バンド活動の傍ら、赤坂の居酒屋に調理師として勤務している。
既婚者で2児の父。2023年1月30日に「音楽・仕事・家族を両立することが難しい」として脱退を表明し、同年4月1日に行われたワンマンライブを以て脱退した。
- この他に少なくとも2名のドラマーがいるが、氏名などの詳細が不明のためここでは割愛。

## 来歴
1998年
- ??月??日 - RYOを中心に「SPICY SOCKS」を結成。大阪を中心にライブ活動をスタートする。

2005年
- 03月16日 - SPICY SOCKS名義での1stアルバム『SPICY SOCKS』をリリース。

2006年
- 03月08日 - ミニアルバム『Good Morning, Mr.Suicide』リリース。

2007年
- 06月0000 - 上京し、主な活動拠点を東京へ移す。同月にドラマーの交代があり、これを機にバンド名を「SECRET 7 LINE」に改名。

2008年
- 05月0000 - ドラマーが脱退。後任としてTAKESHIが加入。
- 10月22日 - 1stアルバム『How many lines does she hide？』リリース。

2009年
- 05月0000 - アメリカのパンクロックバンドMxPxのアジアツアーにオープニングアクトとして帯同。中国・北京で初の海外公演を行う。
- 09月16日 - 1stシングル「1993」をタワーレコード限定で発売。同月に2回目の中国公演を行う。

2010年
- 01月20日 - 2ndアルバム『SECRET 7 LINE』リリース。
- 05月0000 - 中国の大型ロックフェス「MIDI FESTIVAL 2010」に出演。

2011年
- 01月12日 - 3rdアルバム『APATHY』リリース。

2012年
- 02月05日 - 自身主催のロックフェス「THICK FESTIVAL」を初開催。以降毎年開催される。
- 04月25日 - 両A面マキシシングル「DOWN TO HELL / IT'S ALL RIGHT」をリリース。初の映像作品「APATHY TOUR FINAL」も同日にリリースされた。
- 06月06日 - 4thアルバム『NOW HERE TO NOWHERE』リリース。
- 09月23日 - 2ndシングル「COME BACK TO HERE / KEEP IT GOING」発売。

2013年
- 03月24日 - 「THICK FESTIVAL 2013」開催（～25日）。今年度より2DAYS公演となる。

2014年
- 03月12日 - 5thアルバム『LIVE HARDER』リリース。
- 05月24日 - 「THICK FESTIVAL 2014」開催（～25日）。
- 09月10日 - 3rdシングル「THE LAST NIGHT」リリース。

2015年
- 05月23日 - 「THICK FESTIVAL 2015」開催（～24日）。
- 08月05日 - 4thシングル「YOUR SONG」リリース。
- 08月31日 - ツアーでの移動中、メンバーが乗っていた機材車が横転する事故が発生。RYO・TAKESHIは軽傷で済んだが、SHINJIは車外に投げ出され死去した。

2016年
- 01月04日 - 「THICK FESTIVAL 2016」開催。SHINJIの追悼イベントを兼ねたオールナイトでの開催となった。
- 02月10日 - 6thアルバム『THE SOUND OF US』リリース。レコーディングは複数のサポートベーシストを迎えて行われた。
- 05月28日 - HOTSQUALL主催のイベント「ONION ROCK FES -CHIBA DE CARNIVAL 2016-」に出演。当初はアコースティック編成による出演の予定だったが、サポートベーシストとしてNARITAを迎えバンド編成で出演。
- 12月04日 - ライブイベント「SKULLSHIT 20th ANNIVERSARY 骸骨祭り」に出演。このステージ上で、サポートベーシスト・NARITAが翌年より正式メンバーとして加入することを発表した。

2017年
- 01月07日 - 「THICK FESTIVAL 2017」開催（～8日）。NARITAの正式メンバーとしての初ライブとなる。
- 07月12日 - ミニアルバム「THE DAY has come」リリース。

2018年
- 01月06日 - 「THICK FESTIVAL 2018」開催（～7日）。
- 06月20日 - 7thアルバム「7 LOCUS」リリース。

2019年
- 01月05日 - 「THICK FESTIVAL 2019」開催（～6日）。

2020年
- 01月11日 - 「THICK FESTIVAL 2020」開催（～12日）。
- 11月23日 - 2021年1月開催予定であった「THICK FESTIVAL 2021」について、新型コロナウィルスの感染状況に鑑み開催中止を発表。

2022年
- 01月08日 - 毎年開催されている「THICK FESTIVAL」の番外編にあたるライブ「THIXTRA」を開催[2]。

2023年
- 04月01日 - ワンマンライブ「CROSS ROAD」を開催。このライブを以てNARITAが脱退。

## ミュージックビデオ
| 公開日         | 監督     | 作品                               |
| -------------- | -------- | ---------------------------------- |
| 2008年08月04日 |          | 『Like a crash』                   |
| 2009年08月20日 |          | 『1993』                           |
| 2010年01月06日 |          | 『MY HERO』                        |
| 2010年02月04日 |          | 『WANNA GO』                       |
| 2010年12月08日 |          | 『COME BACK TO YOU』               |
| 2010年12月29日 |          | 『DANCE LIKE NO TOMORROW』         |
| 2012年04月18日 |          | 『DOWN TO HELL』                   |
| 2012年06月04日 |          | 『IT'S ALL RIGHT』                 |
| 2012年06月05日 |          | 『BREAK IT ～ SHINE IN THE LIGHT』 |
| 2013年11月15日 |          | 『GOOD BYE DEAR DAYS』             |
| 2014年02月03日 | 田辺秀伸 | 『BURN TO THE GROUND』             |
| 2014年03月13日 |          | 『BREAK OUT』                      |
| 2014年08月19日 |          | 『THE LAST NIGHT』                 |
| 2015年07月28日 |          | 『YOUR SONG』                      |
| 2016年02月29日 |          | 『OUR SONG』                       |
| 2016年03月08日 |          | 『THE SOUND OF YOU』               |
| 2017年07月03日 |          | 『THE DAY』                        |
| 2017年07月11日 |          | 『NEVER GOODBYE AGAIN』            |
| 2018年06月12日 |          | 『DAYBREAK』                       |
| 2018年06月19日 |          | 『I'LL BE THERE FOR YOU』          |
| 2018年06月23日 |          | 『TILL THE SMELL'S GONE』          |
| 2019年08月27日 |          | 『STUCK IN MY HEAD』               |
| 2023年04月02日 | KAT$UO   | 『SHOUT-OUT』                      |